# Christofer Drew
Christopher Drew Ingle, mais conhecido por Christofer Drew (Joplin, Missouri, 11 de Fevereiro de 1991), é um ativista e músico folk estadunidense. É o sexto artista com menos de 25 anos com o maior potencial musical segundo a revista Billboard.
Chris lançou seu primeiro EP  intitulado NeverShoutNever! em 2007, tendo já lançado sete até o momento. Vencedor de apenas um prêmio, um MTV U Woodie Awards ganho em setembro de 2009, tendo logo depois fechado contrato com a Warner Bros. Records, e lançando seu álbum de estréía What Is Love? em 26 de Janeiro de 2010. O álbum estreou na posição #24 da Billboard 200 vendendo 21 mil cópias na primeira semana, e recebendo críticas negativas, em média de 5 pontos. Seu segundo álbum Harmony foi lançado em 24 de agosto do mesmo ano, desta vez pela Sire Records estreando na posição #13 da Billboard 200 vendendo 25 mil cópias em sua primeira semana. E em 4 de abril de 2011 Chris lançou sua primeira complilação intitulada Year One anunciada como seu último trabalho como Never Shout Never em carreira solo. Desde então Drew virou ator.

## Biografia

### 1991-2006: infância
Christofer nasceu, e atualmente vive em Joplin no interior do estado do Missouri, com dois cães e dois gatos. Ele é cristão e vegetariano. Ele aprendeu a tocar violão e guitarra com um amigo no início da adolescência, e aprendeu a tocar ukelele sozinho aos dezessete anos. Aos quatorze anos, Chris ganhou sua primeira guitarra. Então, seus pais, Nancy Keethner e Edward Ingle, compraram para ele um computador Macintosh no natal de 2005, com alguns softwares de editores de som.

### 2007-2008: início da carreira
Em 2008 aos dezesseis começou a postar suas músicas no Myspace. Depois de gravar sozinho seu primeiro EP, "NeverShoutNever!" fez um grande sucesso na Internet, e em 29 de fevereiro de 2008, aos dezessete se tornou Chris lançou seu segundo EP Demo-Shmemo e se tornou o artista #1 no Myspace e no Smartpunk. Chegando a alcançar 50 mil músicas tocadas por dia, e fazendo shows por todo o meio-oeste. Depois de experimentar alguns nomes, Drew escolheu "Never Shout Never", para o representar em sua carreira musical. No início de julho, ele estava no topo da lista do MySpace de artistas independentes mais ouvidos, e foi contratado pela gravadora Loveway Records em 29 de julho. Em 25 de Setembro ocorreu o lançamento oficial do EP "The Yippee", foi seguido por uma apresentação no "On Radar" do TRL no dia seguinte, sua primeira aparição na TV. onde cantou "Big City Dreams", no dia 30 do mesmo mês Drew lançou seu primeiro single "Big City Dreams", em 13 de janeiro de 2009 Drew lançou "On The Brightside" como o segundo single do EP. Com pouca comunicação no colégio, passava a maior parte do seu tempo em casa compondo até que saiu da escola, em 2007. Eu não quero que ninguém pense que sair do colégio é uma coisa boa. Eu me arrependo disso. disse Christofer, numa mensagem mandada via myspace dia 18 de janeiro de 2009.

### 2009-2010: Eatmewhileimhot,What Is Love?eHarmony
Em 27 de Janeiro de 2009 Chris lançou seu quarto EP "Me & My Uke" o qual tinha apenas 3 canções gravada apenas com um ukulele. Um mês depois Chris também fundou uma banda de heavy-metal chamada Eatmewhileimhot da qual faz parte atualmente e onde trabalha como vocalista e guitarrista, mas este é um projeto paralelo a sua carreira. Em 23 de junho lançou o EP "The Summer", e em 1 de agosto lançou independentemente o EP de demos "Purevolume Sessions". Um mês depois ganhou seu primeiro prêmio, como artista revelação no MTV U Woodie Awards, dias depois fechou contrato com a Warner Bros. Records. Em 26 de Janeiro de 2010 Chris lançou seu primeiro CD de contrato fechado com uma gravadora profissional, que possuía apenas 8 músicas. E foi considerado seu trabalho mais maduro, animado e folk do que os anteriores, mas recebeu críticas negativas em média de 5 pontos. O álbum inclui os singles "I Love You 5", "What is Love ?" e "Can't Stand It". Estreou na posição #24 da Billboard 200 vendendo 14 mil cópias na primeira semana, porém ficou apenas cinco semanas no chart. Em 7 de junho chris lançou o EP "Melody" que incluía o single "See What We Seas" presente no álbum Almost Alice, trilha sonora do filme Alice no País das Maravilhas. Em 17 de agosto do mesmo ano Drew deu uma entrevista a revista brasileira Capricho confirmando que pretendia visitar o país em 2011. Uma semana depois foi lançado seu segundo álbum, "Harmony" desta vez pela Sire Records, uma afiliada da Warner Bros. Estreou na posição #13 da Billboard 200 vendendo 25 mil cópias em sua primeira semana. e permaneceu no chart durante oito semanas. Mesmo com apenas 11 músicas, "Harmony" contou com 6 singles para sua promoção.

### 2011-presente:Year OneeTime Travel
Em outubro de 2010, Christofer Drew anunciou que deixaria o nome Never Shout Never e se tornaria Christofer Drew & The Shout. Quando perguntado do por quê a mudança Chris alega que há muito tempo já queria mudar e diz que Never Shout Never soava meio tosco. Segundo seu baterista Nathan nem os próprios membros sabem exatamente o que mudou com a mudança do nome. Em 4 de abril de 2011 Chris lançou sua primeira compilação intitulada Year One que reúne as principais canções dos álbuns anteriores, e foi anunciada como seu último trabalho como Never Shout Never e no dia 12 do mesmo mês lançou seu primeiro EP assinado como Christofer Drew, The Mordern Racket.

## Discografia

### Extended Players
- 2007 - NeverShoutNever!
- 2008 - Demo-Shmemo
- 2008 - The Yippee
- 2009 - Me & My Uke
- 2009 - The Summer
- 2009 - Purevolume Sessions
- 2010 - Melody
- 2011 - The Modern Racket

### Álbuns de estúdio

#### Solo
- 2010 - What Is Love?
- 2010 - Harmony
- 2011 - Time Travel
- 2012 - Indigo
- 2013 - Sunflower
- 2015 - Black Cat

### Álbuns de complilação
- 2011 - Year One

### Singles
| Ano  | Single                              | Álbum         |
| ---- | ----------------------------------- | ------------- |
| 2008 | "Big City Dreams"                   | The Yippee    |
| 2009 | "On The Brightside"                 | The Yippee    |
| 2010 | "I love you 5"                      | What Is Love? |
| 2010 | "What is Love?"                     | What Is Love? |
| 2010 | "Can't Stand It"                    | What Is Love? |
| 2010 | "See What We Seas"                  | Melody        |
| 2010 | "Coffee and Cigarrets"              | Melody        |
| 2010 | "Cheater Cheater Best Friend Eater" | Harmony       |
| 2010 | "Trampoline"                        | Harmony       |
| 2010 | "Lovesick"                          | Harmony       |
| 2010 | "Lousy Truth"                       | Harmony       |
| 2010 | "Piggy Bank"'                       | Harmony       |
| 2010 | "Sweet Perfection"                  | Harmony       |

## Prêmios e indicações
| Ano  | Prêmio              | Categoria                   | Trabalho        | Resultado |
| ---- | ------------------- | --------------------------- | --------------- | --------- |
| 2009 | MTV U Woodie Awards | Artista Revelação           | Ele Mesmo       | Venceu    |
| 2010 | Capricho Awards     | Melhor Cantor Internacional | Ele Mesmo       | Indicado  |
| 2010 | Capricho Awards     | Melhor Twitter              | @ChristoferDrew | Indicado  |
| 2011 | Capricho Awards     | Melhor Cantor Internacional | Ele Mesmo       | Indicado  |